# Артамонов Олексій Олексійович
Артамо́нов Олексі́й Олексі́йович (нар. 11 (24) березня 1916 — 30 липня 1941) — радянський військовий льотчик, учасник Другої світової війни, лейтенант. Герой Радянського Союзу (1942, посмертно).

## Біографія
Народився 11 (24) березня 1916 року в селі Шайтанка Пермської губернії (нині Пригородний район Свердловської області) в селянській родині. Росіянин.
Закінчив школу ФЗУ в місті Кунцеве (нині в межах міста Москва). Працював слюсарем на заводі поштова скринька № 15, навчався у кунцевському аероклубі.
У 1939 році призваний до лав РСЧА. Закінчив 1-у Качинську Червонопрапорну військову авіаційну школу пілотів імені О. Ф. М'ясникова.
Учасник німецько-радянської війни з червня 1941 року. Пілот 168-го винищувального авіаційного полку 45-ї змішаної авіаційної дивізії 18-ї армії Південного фронту лейтенант О. О. Артамонов протягом червня-липня 1941 року здійснив 37 бойових вильотів (супроводження бомбардувальників, розвідка, штурмовка наземних військ ворога). У повітряному бою у складі групи збив бомбардувальник «Юнкерс-88».
30 липня 1941 року, будучи черговим по аеродрому, лейтенант О. О. Артамонов вилетів на перехоплення ворожого літака-розвідника «Хеншель-126». Нагнавши супротивника, кулеметною чергою вивів з ладу повітряного стрільця з екіпажу літака-розвідника. Пілот же намагався втекти за лінію фронту. У черговій атаці пострілами з гармати Артамонов підбив ворожого літака, але той продовжував політ. Витративши увесь боєзапас, лейтенант О. О. Артамонов таранив «Хеншель» і той упав на землю. Під час удару літак Артамонова також отримав серйозні ушкодження, льотчик був поранений і не зміг скористатися парашутом.
Похований у селі Чистопілля Вільшанського району Кіровоградської області.

## Нагороди
Указом Президії Верховної Ради СРСР від 27 березня 1942 року лейтенант Артамонов Олексій Олексійович удостоєний звання Героя Радянського Союзу з врученням ордена Леніна і медалі «Золота Зірка» (посмертно).

## Пам'ять
Ім'ям О. О. Артамонова названо вулицю у районі Філі-Давидкове Західного адміністративного округу Москви.